# Eucaliptus arc de Sant Martí

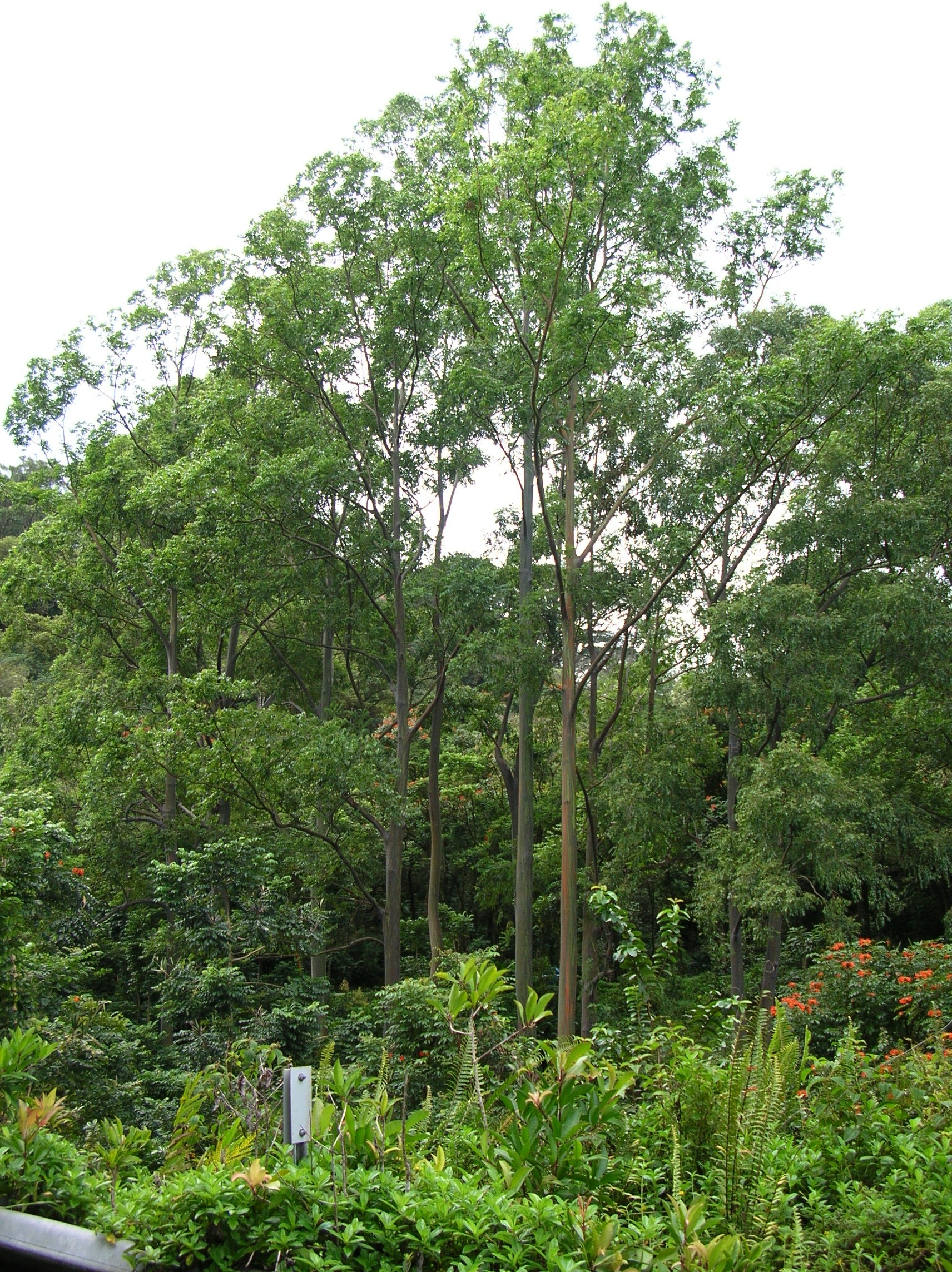
Vista de l'arbre

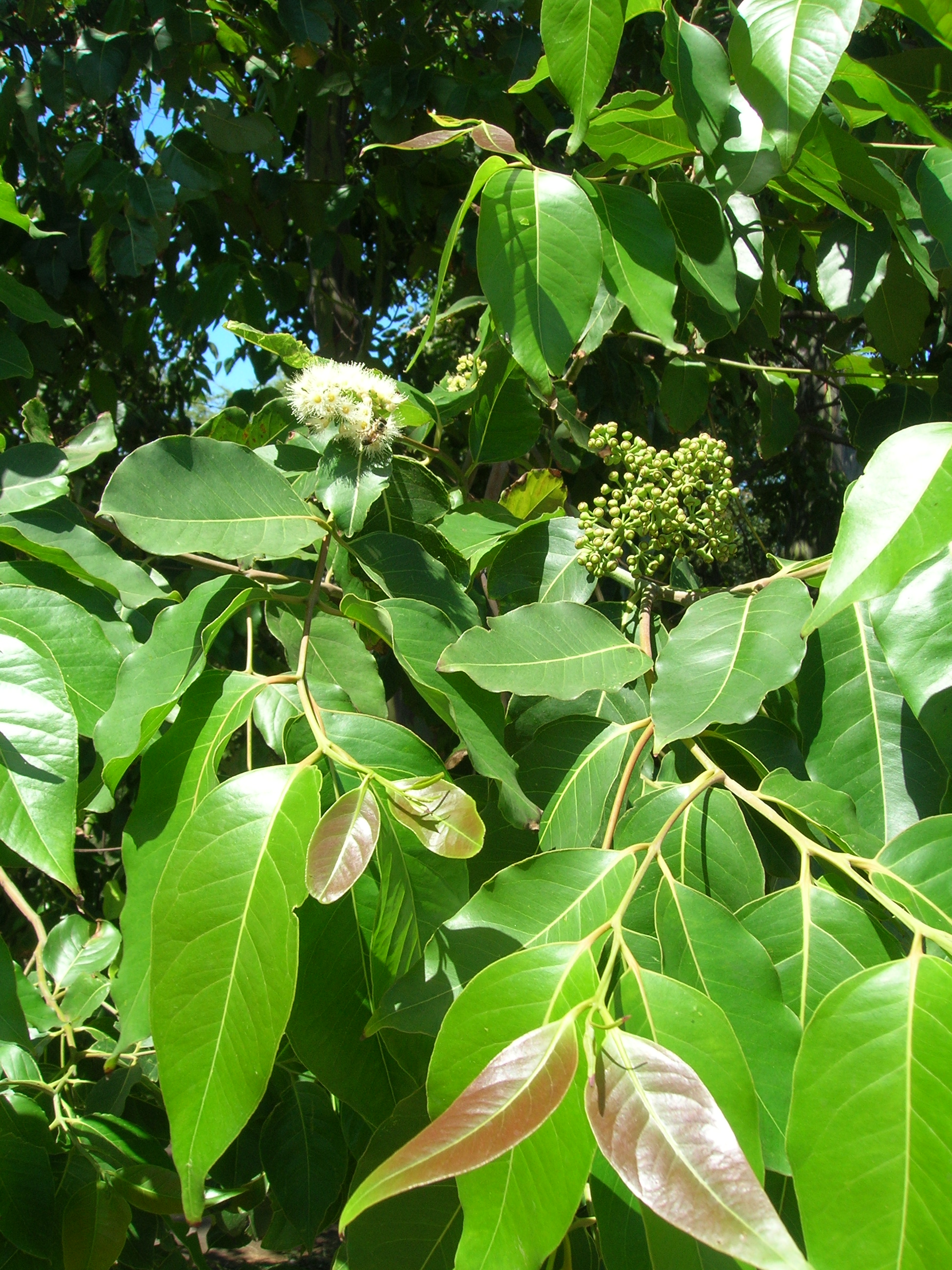
Fulles

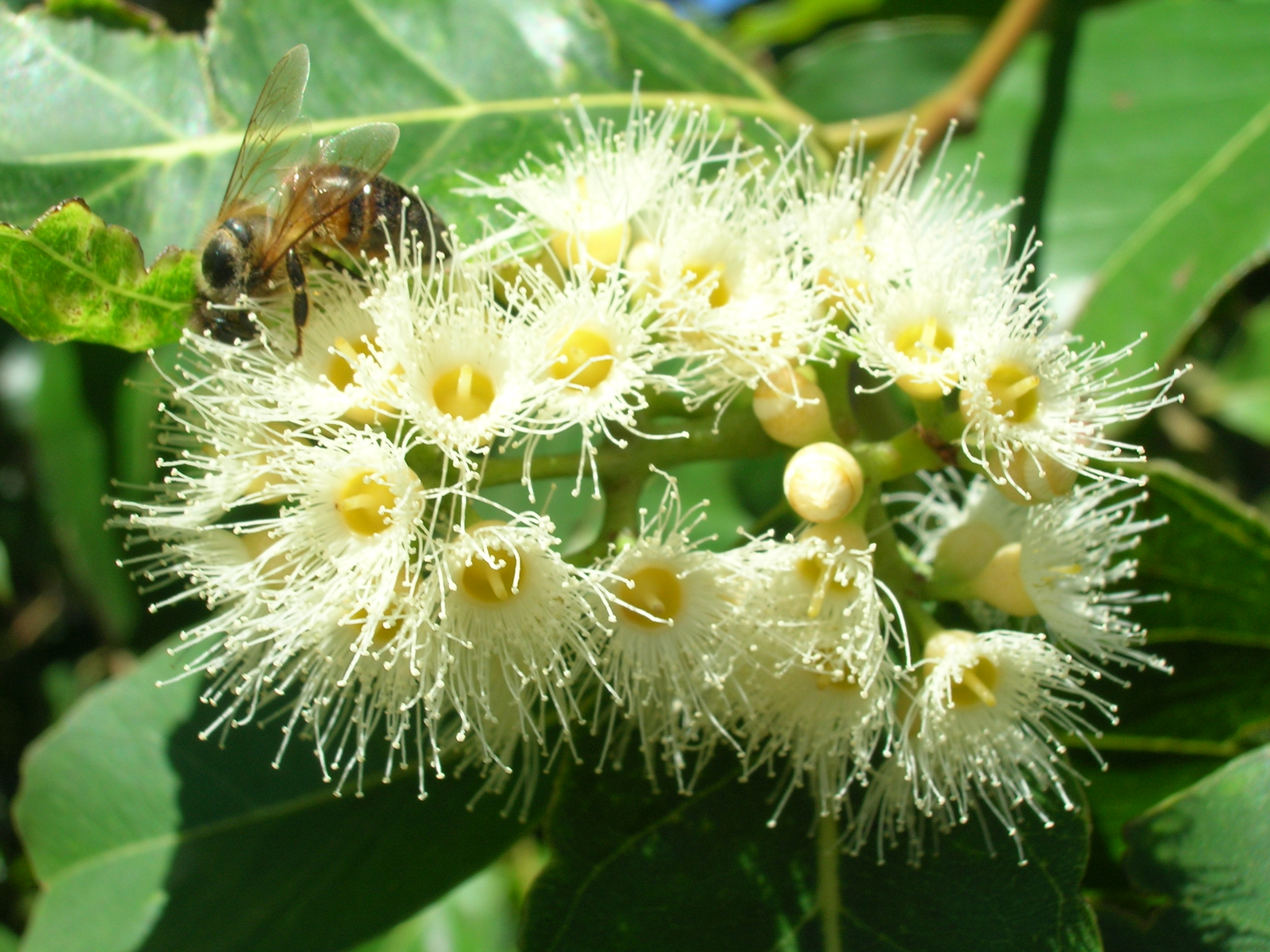
Inflorescència

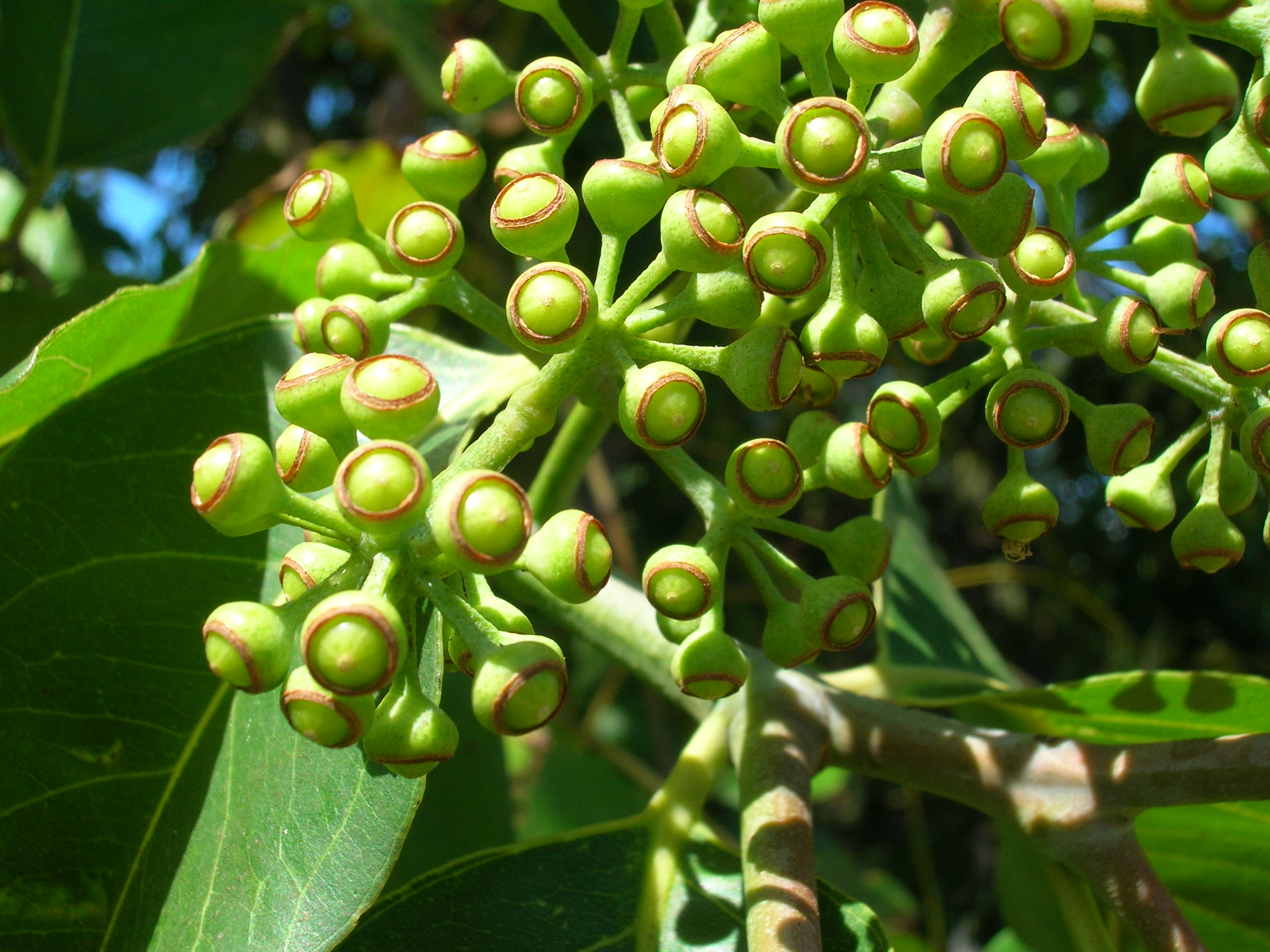
Fruits

L'eucaliptus arc de Sant Martí (Eucalyptus deglupta) és l'única espècie d'eucaliptus que es troba de forma natural a l'hemisferi nord. La seva distribució natural s'estén per Nova Bretanya, Nova Guinea, Seram, Sulawesi i Mindanao.

## Taxonomia
Va ser descrit formalment per primera vegada el 1850 per Carl Ludwig Blume, qui va publicar la descripció al seu llibre Museum Botanicum Lugduno-Batavum sive stirpium Exoticarum, Novarum vel Minus Cognitarum ex Vivis aut Siccis Brevis Expositio et Descriptio a partir de material recollit als boscos de Cèlebes. El nom botànic (deglupta) és una paraula llatina que significa "pelat, pelat o desgranat".
El 1914, Adolph Daniel Edward Elmer va descriure Eucalyptus binacag al seu llibre Leaflets of Philippine Botany, el nom binacag, és un nom local per a l'arbre, però el 1915 va canviar a Eucalyptus binacag. No obstant això, l'espècie ja havia estat anomenada E. deglupta per Blume el 1850 i E. binacag ara es considera un sinònim.

## Descripció
És un arbre de creixement ràpid que normalment arriba a una alçada de 60-75 m amb el tronc de fins a 240 cm de diàmetre i amb contraforts de fins a 4 m d'alçada. Té una escorça llisa i taronjada que es desfà en tires, revelant ratlles de color verd pàl·lid, vermell, taronja, gris i marró porpra. Les fulles estan disposades en parells oposats, la majoria fan 75-150 mm de llarg i 50-75 mm d'ample en un pecíol curt. Els cabdells florals es disposen en una inflorescència ramificada a l'extrem de les branques, cada branca amb grups de set cabdells, els cabdells individuals en un pedicel d'uns 5 mm de llarg. Els cabdells madurs són de color verd pàl·lid o de color crema, de forma aproximadament esfèrica i de 2–5 mm de diàmetre amb un opercle hemisfèric amb un petit punt a la part superior. El temps de floració depèn de la ubicació, i els estams que donen color a les flors són blancs i groc pàl·lid. El fruit és una càpsula llenyosa, marró i semiesfèrica d'uns 3–5 mm llarg i ample, amb tres o quatre valves que s'estenen més enllà de la vora del fruit. Cada cèl·lula del fruit conté entre tres i dotze minuts de llavors marrons, cadascuna amb una petita ala.

## Usos
Actualment, aquest arbre es cultiva àmpliament a tot el món en plantacions, principalment de fusta per a polpa que s'utilitza en la fabricació de paper. És l'espècie dominant utilitzada per a les plantacions de fusta per a polpa a Filipines.
També està àmpliament plantat en parcs i jardins com a arbre ornamental a causa de la seva atractiva escorça.
L'arbre es fa servir per a la recuperació de la terra, la reforestació i la plantació d'enriquiment forestal, sempre que el terreny sigui el propici per a l'arbre. A Costa Rica s'usa comunament com a arbre d'ombra als cafés. És un farratge per a abelles.

## Cultiu
L'eucaliptus arc de Sant Martí es cultiva com a arbre ornamental, per plantar a jardins i parcs tropicals i subtropicals. Creix en un sòl ric i mig-humit a ple sol i no resisteix a les gelades. Si es cultiva a partir d'una llavor, la temperatura ha d'estar al voltant de 25-32 °C.
És un arbre de creixement molt ràpid, capaç d'assolir taxes de creixement anual de 2-3 m d'alçada i 2-3 cm de diàmetre durant els primers 10 anys. El creixement dels brots d'eucaliptus arc de Sant Martí jove sembla ser continu, sempre que la humitat del sòl sigui adequada. Els arbres joves tenen una corona cònica amb un líder definit i branques gairebé horitzontals. A mesura que l'arbre envelleix, les branques es corben cap amunt als extrems i el líder es torna menys dominant. Amb el temps, l'arbre adquireix una corona de copa plana i estesa.
La floració pot passar dins del primer any, però avitualment té lloc després de 2 anys i anualment a partir de llavors. Depenent de la localitat la seva floració pot ser en diferents mesos. La fructificació pot començar després d'any i mig de la plantació, però és més comú després de 3-4 anys. Els fruits maduren en 4-6 mesos, després de les quals les llavors s'alliberen ràpidament en uns pocs dies. La producció de llavors és sovint profusa. La dispersió és principalment per l'aigua. L'eucaliptus arc de Sant Martí no es regenera a partir dels lignotubercles. Això significa que els arbres madurs són sensibles als incendis intensos, i que les collites dels arbustos no solen ser possibles després de la primera collita.
Les ratlles multicolors vistoses que cobreixen el tronc són un element distintiu de disseny del paisatge. En jardins botànics com el Fairchild Tropical Botanic Garden a Florida, l'arbre mostra la gamma de colors intensos com es veu al rang normal de l'arbre.